# NGC 4735
NGC 4735 is een balkspiraalstelsel in het sterrenbeeld Hoofdhaar. Het hemelobject werd op 9 mei 1885 ontdekt door de Franse astronoom Guillaume Bigourdan.

## Synoniemen
- MCG 5-30-104
- ZWG 159.91
- KUG 1248+291
- IRAS 12485+2911
- PGC 43509